# Egri Tejüzem
müködik